# Sakesphorus cristatus
Sakesphorus cristatus là một loài chim trong họ Thamnophilidae.